# Jordi Metoquita
Jordi Metoquita (en llatí: Georgius Metochita, en grec antic: Γεώργιος ὁ Μετοχίτης) va ser diaca magne de Constantinoble al segle xiii.
Va recolzar l'emperador Miquel VIII Paleòleg i va ser un dels pocs eclesiàstics grecs que advocava per la reunificació de les esglésies grega i llatina. Més tard Andrònic II Paleòleg, contrari a aquesta unió, el va deposar i exiliar. Va morir a l'exili en data desconeguda.
Va escriure diverses obres, algunes recollides i traduïdes al llatí per Lleó Al·laci:
- Ἀντίρρησις, o Refutatio trium Capitum Maximi Planudis.
- Ἀντίρρησις, o Responsio ad ea quae Manuel Nepos Cretensis publicavit.
- Fragmentunn ex Oratione de Unione Ecclesiarum.
- Fragmentum ex Oratione de Dissidio Ecclesiar.
- Tractatus de Processione Spiritus Sancti Patrumque húc in re Sententiis.
- Oratio Antirrhetica contra Georgium Cyprium Patriarcham.
- Oratio de Sacris Mysteriis.
- Explicatiu Regularum S. Nicephori.

Fabricius l'inclou a la Bibliotheca Graeca.